# Parafia św. Kazimierza we Wrocławiu
Parafia Świętego Kazimierza we Wrocławiu – parafia w dekanacie Wrocław północ III (Psie Pole) w archidiecezji wrocławskiej.
Parafia obsługiwana jest przez księży archidiecezjalnych. Erygowana w 1986. Mieści się przy ulicy Litewskiej. Proboszczem jest ks. Andrzej Szafulski.

## Obszar parafii
Parafia obejmuje ulice: Bławatna, Dłutowa, Franki, Gorlicka (n.r nieparz. 51-73, nr. parz. 54-92), Grodzieńska, Inflancka, Kiełczowska (nr. 49 do końca), Kordiana, Kownieńska, Kurlandzka, Lidzka, Litewska, Malborska, Mazepy, Miejska, Mroźna, Nowogródzka, Palacha, Poleska, Rzeczna, Sienna, Szewczenki, Trocka, Witebska, Żmudzka.